# Dayton (Ohio)
Dayton é uma cidade localizada no estado americano de Ohio, no Condado de Montgomery. A sua área é de 146,7 km² (dos quais 2,2 km² estão cobertos por água), sua população é de 166 179 habitantes, e sua densidade populacional é de 1 150,3 hab/km² (segundo o censo americano de 2000). A cidade foi fundada em 1 de abril de 1796, e incorporada em 1805. Possui 848 153 habitantes em sua região metropolitana.
Foi aqui que, em novembro de 1995, foi negociado o "Quadro Geral para a Paz na Bósnia e Herzegovina", também conhecido como "Acordo de Dayton", que pôs fim ao conflito de três anos e meio na Bósnia e Herzegovina.

## Atentado
No dia 4 de agosto de 2019, por volta das 01h00 (horário local), um homem, armado com um rifle, abriu fogo na entrada de um bar, após ser impedido de entrar. Dez pessoas morreram, incluindo o atirador, e outras 27 pessoas ficaram feridas.